# Peter Strasser (Politiker)

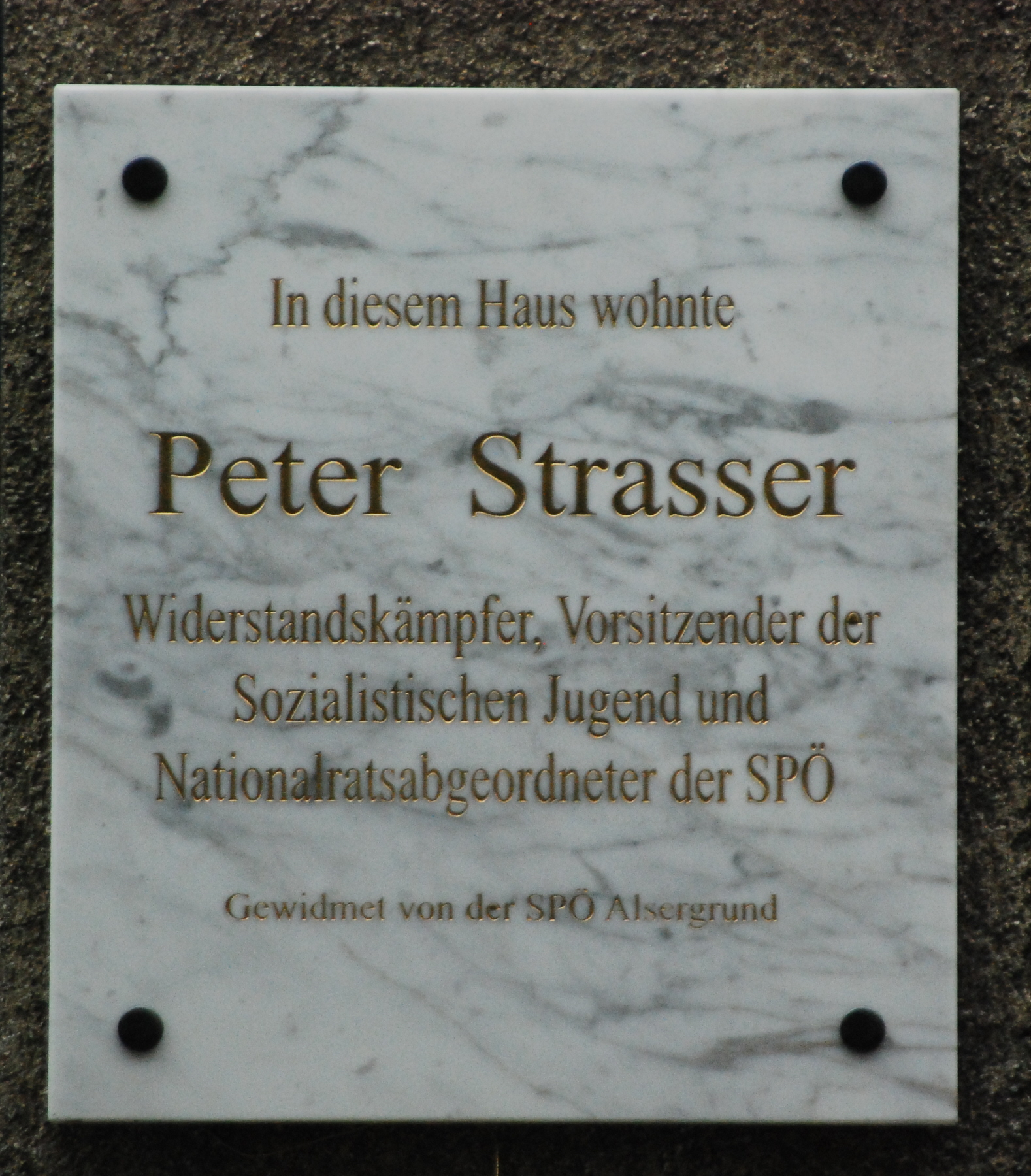
Gedenktafel für Peter Strasser

Peter Strasser (* 3. Juli 1917 in Jena; † 6. Juni 1962 in Wien) war ein österreichischer Politiker (SPÖ) und der erste Vorsitzende der Sozialistischen Jugend Österreich (SJÖ) nach 1945.

## Leben
Josef Strasser, Peters Vater, war vor dem Ersten Weltkrieg führender Funktionär der sozialdemokratischen Bewegung in Reichenberg, Böhmen, damals Teil Altösterreichs. Auch seine Mutter Isa Strasser war, obwohl sie aus dem preußischen Kleinadel kam, überzeugte Linke. Peters Eltern kamen später nach Wien und schlossen sich der Kommunistischen Partei Österreichs (KPÖ) an.
Peter Strasser wurde bereits im Alter von zwölf Jahren Mitglied der Sozialistischen Arbeiter-Jugend (SAJ) und übernahm ab 1934, in der Zeit des diktatorischen „Ständestaates“, wichtige Aufgaben in der damals illegalen Revolutionären Sozialistischen Jugend (RSJ). In dieser Zeit lernte er Josef Hindels kennen, der in der gewerkschaftlichen Jugendarbeit mitwirkte.
1938 floh Strasser mit seiner Frau Jenny aus dem nun nationalsozialistischen Österreich nach Frankreich, wo er aber von der Polizei zehn Monate lang festgehalten wurde. Nach der NS-Besetzung Frankreichs lebte er im Untergrund und arbeitete außerdem mit der Résistance zusammen, wurde jedoch verhaftet und an die Gestapo ausgeliefert. Nach einem kurzen KZ-Aufenthalt verpflichtete das Regime Strasser zur Schweißer-Arbeit in einem deutschen Rüstungsbetrieb. Dem Militärdienst entging Strasser durch eine vorgetäuschte Krankheit.
Am 27. April 1945 erklärten österreichische Politiker das Wiedererstehen der Republik. Tags darauf beschlossen Anhänger der SPÖ unter Strassers Vorsitz im Wiener Rathaus die Gründung einer sozialistischen Jugendorganisation; dem Vorschlag der Kommunisten, dies gemeinsam mit ihnen zu tun, wurde nicht gefolgt. 1946 wurde die SJÖ neu gegründet, deren Vorsitz Peter Strasser bis 1954 innehatte.
1948 wurde er zum Vorsitzenden der International Union of Socialist Youth (IUSY) gewählt. 1949 wurde er jüngster Nationalratsabgeordneter. 1960 übernahm er außerdem die Funktion des Obmanns der SPÖ Alsergrund.
1956 lernte er in den Wirren des Budapester Aufstandes Marie Potoczky kennen. Die ungarische Sozialdemokratin, die mehrere Jahre in stalinistischer Haft verbracht hatte, flüchtete gemeinsam mit Strasser nach Wien, die beiden wurden ein Paar.
Nachdem Strasser 1962 an Krebs verstorben war, wurde ein großer Genossenschaftsbau am Ende der Landstraßer Hauptstraße im 3. Wiener Gemeindebezirk Peter-Strasser-Hof benannt. Am 3. Juli 2012 wurde an seinem ehemaligen Wohnhaus in der Meynertgasse 3 in Wien-Alsergrund eine Gedenktafel enthüllt. In Strasshof an der Nordbahn wurde die Peter Strasser-Gasse nach ihm benannt.
Sein Urnengrab befindet sich im Urnenhain der Feuerhalle Simmering. Es zählt zu den ehrenhalber gewidmeten bzw. ehrenhalber in Obhut genommenen Grabstellen der Stadt Wien.

## Werke
- Ein Atemzug Freiheit – Volksaufstand und Konterrevolution in Ungarn (1957), Verlag der Wiener Volksbuchhandlung
- Gefährliche Kraft. Fakten und Folgen der Motorisierung (1960), Verlag des österreichischen Gewerkschaftsbundes
- Sozialistische Initiative – Reden und Aufsätze (1963), Europa Verlag